# 數據同步
数据同步是指从源数据到目标数据存储之间建立一致性的过程，反之亦然，并随着时间的推移不断协调数据。它是各种同步应用的基础，這些同步應用有檔案同步和移动设备同步（例如个人数码助理）。在加密領域，公钥服务器的同步也涉及到數據同步。